# John Westbergh
John Westbergh (ur. 6 sierpnia 1915 w Bredbyn, zm. 12 listopada 2002 tamże) – szwedzki biegacz narciarski oraz specjalista kombinacji norweskiej, dwukrotny srebrny medalista mistrzostw świata.

## Kariera
W 1938 roku wystartował na mistrzostwach świata w Lahti zdobywając srebrny medal w kombinacji. Uległ jedynie zwycięzcy Olafowi Hoffsbakkenowi z Norwegii, wyprzedzając innego Norwega Hansa Vinjarengena o zaledwie 1,20 punktu. Na tych samych mistrzostwach zajął 28. miejsce w biegu na 18 km techniką klasyczną. Rok później, podczas mistrzostw świata w Zakopanem wspólnie z Alvarem Hägglundem, Selmem Stenvallem i Carlem Pahlinem zdobył srebrny medal w sztafecie 4 × 10 km. Ponadto wspólnie z Gunnarem Wåhlbergiem, Johanem Wikstenem i Sethem Olofssonem zajął trzecie miejsce w pokazowych zawodach patrolu wojskowego podczas igrzysk olimpijskich w Garmisch-Partenkirchen w 1936 roku.
W 1938 roku wygrał bieg na 18 km podczas Holmenkollen ski festival. Był też czterokrotnie mistrzem Szwecji w kombinacji norweskiej w latach: 1938, 19401, 1941 i 1942.

## Osiągnięcia w kombinacji norweskiej

### Mistrzostwa świata
| Miejsce | Dzień     | Rok  | Miejscowość | Konkurencja   | Czas biegu | Strata     | Zwycięzca        |
| ------- | --------- | ---- | ----------- | ------------- | ---------- | ---------- | ---------------- |
| 2.      | 27 lutego | 1938 | Lahti       | Indywidualnie | 432,60 pkt | -19,80 pkt | Olaf Hoffsbakken |
| 15.     | 16 lutego | 1939 | Zakopane    | Indywidualnie | 429,60 pkt | -67,98 pkt | Gustav Berauer   |

## Osiągnięcia w biegach narciarskich

### Mistrzostwa świata
| Miejsce | Dzień     | Rok  | Miejscowość | Konkurencja             | Czas biegu | Strata    | Zwycięzca       |
| ------- | --------- | ---- | ----------- | ----------------------- | ---------- | --------- | --------------- |
| 28.     | 25 lutego | 1938 | Lahti       | 18 km stylem klasycznym | 1:09:37    | +4:39     | Pauli Pitkänen  |
| 19.     | 15 lutego | 1939 | Zakopane    | 18 km stylem klasycznym | 1:05:30,0  | +5:03     | Jussi Kurikkala |
| 2.      | 19 lutego | 1939 | Zakopane    | Sztafeta 4 × 10 km      | 2:08:35 h  | +1:08 min | Finlandia       |